# Gromia sphaerica
Gromia sphaerica (лат.) — вид очень крупных раковинных одноклеточных организмов рода Gromia из группы ризарий. Были открыты в 2000 году в ходе исследований дна Аравийского моря на глубине более 1000 м, впоследствии обнаружены также в районе одного из Багамских островов (Little San Salvador).

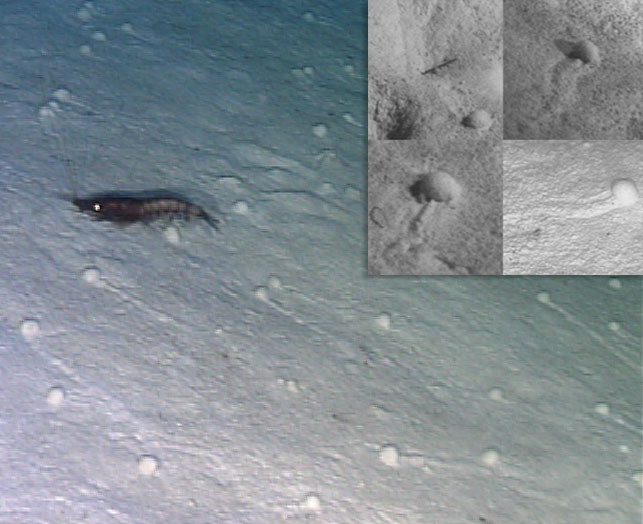
Множество экземпляров G. sphaerica на морском дне. Для сравнения, проплывающая мимо них креветка имеет длину порядка 10 см. Врезка в верхнем правом содержит изображения следов передвижения этих организмов

## Описание
Раковина сферическая (у особей из Аравийского моря более правильной шарообразной формы, у багамских экземпляров — вытянутая, напоминающая виноградину), тёмно-зелёного цвета, полупрозрачная, с пористой структурой. Диаметр в зависимости от особи колеблется от 4,7 до 38 мм. Цитоплазма, органеллы и включения перевариваемых питательных веществ сконцентрированы в тонком слое, изнутри выстилающем раковину — жидкость, заполняющая этот «пузырь», практически лишена каких либо видимых структур. Через равномерно распределённые по поверхности раковины поры из неё выходят ложноножки (псевдоподии), служащие амёбе для поиска питательных веществ и передвижения.

## Следы
В ходе изучения в 2008 году багамской популяции G. sphaerica исследованиями из Университета Техаса были обнаружены характерные следы ползания амёб этого вида длиной до 50 см, оставленные в мягком осадке на морском дне. Эти следы крайне напоминают ископаемые следы живых организмов (ихнофоссилии) докембрийского возраста, включая находки с австралийского горного хребта Стерлинг, возраст которых оценивается как около 1,8 млрд лет назад. Ранее считалось, что такие следы могли оставить лишь предки современных многоклеточных животных с двусторонней симметрией тела (Bilateria), однако в свете данного открытия эти воззрения, возможно, подлежат пересмотру.